# Waterloo, Walloon Brabant
Waterloo (/watəʀˈloː/) là một đô thị ở tỉnh Walloon Brabant, Bỉ, phía bắc của Braine-l’Alleud. Tại thời điểm ngày 1 tháng 1 năm, 2006, Waterloo có dân số 29.315 người. Tổng diện tích là 21,03 km² với mật độ dân số là 1.394 người trên mỗi km².
Đây là nơi diễn ra trận Waterloo (18 tháng 6 năm 1815 giữa đệ nhất đế quốc Pháp của Napoleon Bonaparte và Liên minh thứ bảy (Anh quốc, Phổ, Áo và các quốc gia khác). Ở đây hiện có tượng đài tưởng niệm dưới dạng một bức tượng con sư tử đứng trên đồi nhìn về nước Pháp, có 226 bậc thang La Butte du Lion (Đồi Sư tử), nay thuộc địa phận tỉnh lân cận Braine-l’Alleud.